# Carl Widmer
Carl Widmer (Suiza, 1900) fue un gimnasta artístico suizo, medallista de bronce olímpico en París 1924.

## Carrera deportiva
En las Olimpiadas de París 1924 gana el bronce en el concurso por equipos —tras los italianos y franceses—, siendo sus compañeros de equipo: Hans Grieder, August Güttinger, Jean Gutweninger, Georges Miez, Otto Pfister, Antoine Rebetez, Josef Wilhelm.